# Tanacetum millefolium
Tanacetum millefolium là một loài thực vật có hoa trong họ Cúc. Loài này được (L.) Tzvelev miêu tả khoa học đầu tiên năm 1961.